# گانباتین اردنبولد
گانباتین اردنبولد (به انگلیسی: Ganbatyn Erdenebold) ژیمناست زادهٔ ۲۸ مهٔ ۱۹۹۳ میلادی اهل کشور مغولستان است.